# Paulo Roberto Beloto

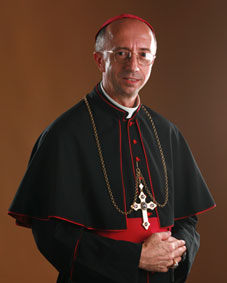
Bischof Paulo Roberto Beloto

Paulo Roberto Beloto (* 9. April 1957 in Adamantina, Bundesstaat São Paulo, Brasilien) ist ein brasilianischer Geistlicher und römisch-katholischer Bischof von Franca.

## Leben
Paulo Roberto Beloto empfing am 20. Dezember 1986 das Sakrament der Priesterweihe.
Am 16. November 2005 ernannte ihn Papst Benedikt XVI. zum Bischof von Formosa. Der Bischof von Marília, Osvaldo Giuntini, spendete ihm am 4. Februar 2006 die Bischofsweihe; Mitkonsekratoren waren der Bischof von Araçatuba, Sérgio Krzywy, und sein Amtsvorgänger Jan Kazimierz Wilk OFMConv, Bischof von Anápolis. Die Amtseinführung erfolgte am 18. Februar 2006.
Am 23. Oktober 2013 ernannte ihn Papst Franziskus zum Bischof von Franca.